# Żydowski Związek Wojskowy

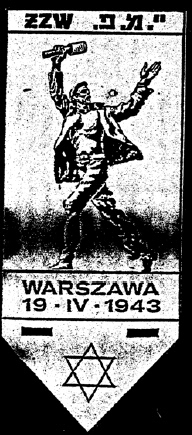
Symbole du ŻZW

La Żydowski Związek Wojskowy (ŻZW) (en français « Union militaire juive ») est une organisation militaire juive en Pologne formée en novembre 1939 par les ex-officiers de l’armée polonaise d’origine juive : Józef Celmajster, Henryk Lipszyc, Kałmen Mendelson, Paweł Frenkel, Leon Rodal et Dawid Wdowiński. Selon les sources, la ŻZW a été dirigée soit par Dawid Wdowiński soit par Dawid Moryc Apfelbaum et Paweł Frenkel. Dans la première phase de son activité la ŻZW coordonnait le transfert des combattants juifs vers la France puis la Grande-Bretagne où se trouvaient une partie des forces armées polonaises après la défaite.
La ŻZW est, avec la ŻOB, à l’origine du soulèvement du ghetto de Varsovie en 1943 durant lequel la presque totalité des membres de l’organisation périssent. Ont aussi combattu à ses côtés les résistants polonais de l’Armia Krajowa conduits par Henryk Iwanski. Dawid Moryc (Mieczyslaw) Apfelbaum a été promu post mortem au grade de lieutenant-colonel de l’armée polonaise par le gouvernement polonais en exil à Londres.